# 포병

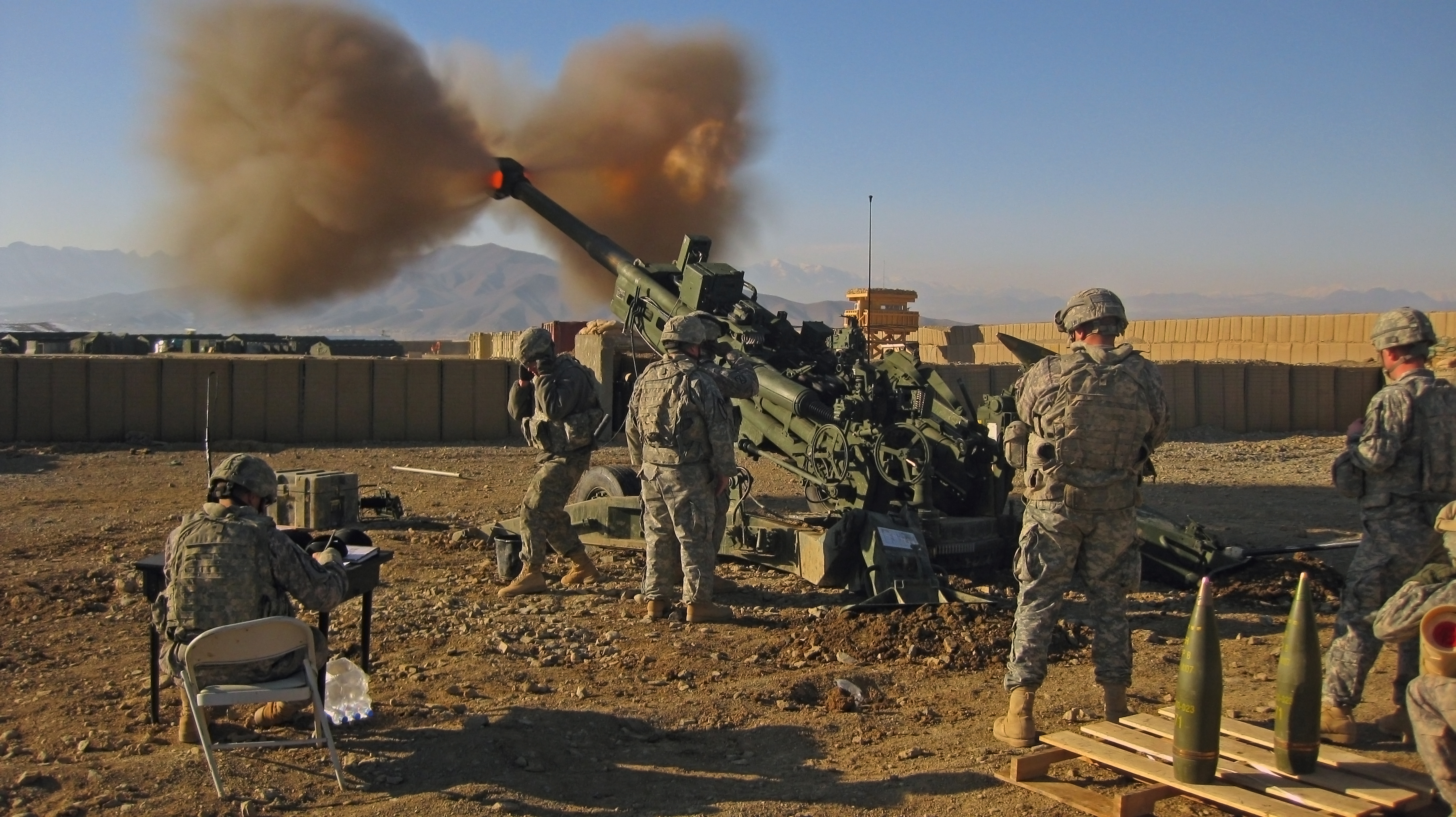

포병(砲兵)은 병과(兵科)의 한 가지로, 대포 종류로 장비된 군대 또는 군인이다. 대공포, 대포, 로켓, 미사일 등을 쏘아 적을 공격하거나 아군을 엄호한다. 단, 박격포와 무반동총은 명칭이나 구경에 관계 없이 보병으로 분류한다.

## 포병 숫자
포병은 야포를 조작할 때에 여러 가지 수치를 계산하고 포에 장입하게 되는데 이 때에 시끄러운 야전에서 숫자를 혼동하는 일이 없도록 통화표(通話表, 일명 '포병 숫자')를 사용한다. 숫자의 한글 통화표는 아래 표와 같다.
| 1 | 하나 | 2 | 둘 | 3 | 삼 | 4 | 넷   | 5 | 오 |
| 6 | 여섯 | 7 | 칠 | 8 | 팔 | 9 | 아홉 | 0 | 공 |

예를 들어 10은 하나공, 271은 둘칠하나와 같은 식으로 센다. 포병의 경우 병영 생활 할 때에 포병 숫자를 사용하여 수를 세거나 말하는 것을 원칙으로 한다. 경우에 따라서 하나, 둘, 셋, 넷, ... 과 같은 기수를 그냥 사용하기도 하지만, 이 때에도 절대로 셋이라고 하지 않고 삼이라고 한다. 즉, 하나, 둘, 삼, 넷, ... 과 같이 기수를 센다.

## 단위 부대
포병은 포대(Battery) 단위로 운용된다. 이는 보병의 중대에 해당하는 제대로서 통상 대위급 장교가 지휘한다. 한 개 포대가 통상 6문의 야포를 운용하며, 야포를 직접 운용하는 하위제대를 전포대(戰砲隊, Firing Battery)라고 부르는데 이는 보병 중대 예하의 소대에 대응된다. 전포대는 통상 중위급 장교가 전포대장으로 지휘하며 전포사격통제관은 상사 또는 중사가 담당한다. 완편(완전편제)이 아닐 경우에는 최고선임 부사관이 행정보급관과 전포사격통제관을 겸하기도 한다. 포의 운용을 지원하는 병력을 통틀어서 비전포라고 부른다. 비전포는 포대본부, 관측반, 통신반 등으로 나뉘며 관측반에는 소위급 관측장교가 3명 편제되어 있다. 사단 포병에는 총 4개의 포병대대가 있는데 3개 포병대대는 사단에 있는 3개의 보병연대를 직접 지원하며, 나머지 1개 포병대대는 사단을 화력지원하는 것이 일반적이다. 보병연대를 지원하는 포병대대는 1개 포대에 1개 관측반이 편성되어 있지만 사단을 지원하는 포병대대는 대대에 1개 관측반이 있다. 포병대대에는  참모부에 보병대대에 편제되어 있는 참모 외에도 사격지휘장교, 화력지원장교 등이 편제되어 있다.

## 대한민국 포병의 분류
- 2012년부터 병과에 따른 주특기번호가 개편되었다.
- 육군
  - 일반장교 3자리(끝자리가 0), 군의장교 4자리
  - 준위 및 부사관 3자리(일반장교 3자리에서 끝자리로 세분화).
    - 준위와 부사관 모두 공통의 주특기번호를 가지나, 각각 고유로 갖는 것도 있음.
    - 부사관 중 특전통신, 화기, 의무, 정작 특기의 경우 병의 경우와 마찬가리로 기본 3자리 끝에 추가 3자리를 덧붙인다.

  - 병 6자리
    - 준위 및 부사관의 특기 기본 3자리 끝에 추가 3자리를 덧붙인다.
    - 병 특수자격 중 외국어 자격(16개), 특수자격(39개), 전환복무자 및 카투사 전역자 특기도 개편되었다. 2012년도 예비군 실무편람 '군사특기 및 유사특기 범위' 560쪽 참조

- 131
  - 105mm 견인포병 : 1311
  - 155mm 견인포병 : 1312
  - 155mm/175mm 자주포병 :1313
  - 8인치 자주/견인포병 :1314
  - 자주포병/조종수 : 1315
  - 견인포화포정비 : 1316
  - 자주포화포/장갑정비 : 1317
- 132
  - 다연장운용/정비 : 1321
  - 어네스트존운용/정비 : 1322
  - 현무발사대운용/정비 : 1323
  - 현무사통장비운용/정비 : 1324
- 133
  - 야포작전정보 : 1331 (폐지)
  - 105mm 사격지휘 : 1332
  - 155mm 사격지휘 : 1333
  - 8인치/175mm사격지휘 : 1334
  - 로켓포 사격지휘 : 1335
  - 음향 : 1336
  - 포병측지 : 1337
  - 표적레이더 : 1338
  - 자동측지운용/정비 : 1339

## 같이 보기
- 병과
- 대포
- 전략포병
- 전술포병